# 納布島
69°16′S 39°35′E / 69.267°S 39.583°E
納布島，是南極洲的島嶼，位於毛德皇后地的哈拉爾王子海岸，處於呂佐夫-霍爾姆灣東部，根據挪威探險隊拍攝的空中照片繪入地圖，現時由南極條約體系管理。